# わたし (SixTONESの曲)
「わたし」は、SixTONESの楽曲。同グループの7枚目のシングルとして、Sony Music Labelsから2022年6月8日に発売された。

## リリース
表題曲「わたし」は、メンバーの松村北斗が出演しているカンテレ・フジテレビ系月10ドラマ『恋なんて、本気でやってどうするの?』の挿入歌。第1話の終盤に事前の告知無しで楽曲が流れ、サプライズで解禁された。この解禁時点では曲名は明かされず、翌4月19日放送の『めざましテレビ』（フジテレビ系）にてタイトルが発表された。
初回盤Bでは2022年開催のライブツアー「Feel da CITY」から3曲のライブ音源をカップリングに収録し、特典DVDには2ndアルバム『CITY』の制作過程を追ったドキュメンタリーが収録されている。

### プロモーション
5月13日放送の『ザ少年倶楽部』（NHK BSプレミアム）にて「わたし」のテレビ初パフォーマンスが行われ、17日にはMVを公開。監督は内山拓也が務め、振付は6thシングル『共鳴』に引き続き、GANMIが担当した。
6月10日には、カップリング4曲（初回盤A・通常盤）の世界観がそれぞれ視覚的に表現された「Visualizer」が公式YouTubeチャンネルにて一斉に公開された。

### 特典
- 初回盤A："わたし" を "わたそう" グリーティングカード[16]
- 初回盤B："CITY" アメコミ風絵柄ステッカーシート[16]
- 通常盤："わたし" 絵柄クリアファイル[16]
- 封入特典 - 購入者限定ムービー『100のわたしクエスチョン!!!』視聴用シリアルコード（形態別の全3種・2022年6月7日 - 7月29日まで視聴可能）[17]

## 収録内容

### CD

#### 初回盤A
1. わたし [4:10]
作詞・作曲・編曲：佐伯youthK[18]
2. シアター [3:17]
作詞：イワツボコーダイ[19]、作曲：イワツボコーダイ / 吹野クワガタ[19]、編曲：Naoki Itai[20]、吹野クワガタ[19]

#### 初回盤B
1. わたし
2. WHIP THAT -Live from "Feel da CITY"- [3:29]
3. Everlasting -Live from "Feel da CITY"- [3:32]
4. Good Times -Live from "Feel da CITY"- [3:05]

#### 通常盤
1. わたし
2. オンガク [3:54]
作詞・作曲：佐伯youthK[18]、編曲：Naoki Itai[20]
  - SixTONES出演 ソニー LinkBuds S「ながら聴きも、ハマり聴きも、思うがまま。」篇CMソング[21]
3. セピア [3:22]
作詞：Kanao Itabashi / Mayu Wakisaka[22]、作曲・編曲：Simon Janlöv[22]、アディショナルアレンジ：Naoki Itai[20]
4. 共鳴 -Brave Marching Band Remix- [4:05]
作詞・作曲：佐伯youthK[18]、編曲：DJ Mass MAD Izm* [23]
5. わたし -Instrumental-

### DVD

#### 初回盤A
1. わたし -Music Video-
2. わたし -Music Video Making-
3. わたし -Music Video Solo Movie-

#### 初回盤B
1. Documentary of "CITY"

## チャート成績
2022年6月14日発表の「オリコン週間シングルランキング」では、前作「共鳴」を上回る初週売上47.1万枚を記録して1位となり、6作連続で1位を獲得した。また、同ランキングにおいて、男性アーティスト史上9組目の6作連続初週売上30万枚超えとなった。
「Hot 100」では、CDセールス、ルックアップ、ラジオ、Twitterの4指標で1位を獲得し、デビューシングルから7作連続の初登場総合首位となった。